# T1 Cunningham
Con l'espressione T1 Cunningham si designa, in realtà, una serie di carri armati leggeri prodotti tra la fine degli anni venti e la prima metà degli anni trenta per l'Esercito statunitense. La denominazione nasce dalla ditta che ebbe in carico la costruzione dei quattro prototipi da collaudare, indicati come T1E1: i veicoli riscossero l'interesse delle forze armate e, a inizio 1928, furono messi in servizio come "M1 Light Tank"; tuttavia improvvisi ripensamenti fecero fare marcia indietro ai militari,
Dal T1E1, comunque, si sviluppò una serie ridotta di carri armati sperimentali contraddistinti dall'aggiunta della lettera "E" e di un numero in crescita progressiva (da T1E2 a T1E6). Furono fabbricati soltanto singoli esemplari armati con diversi tipi di cannoni da 37 mm, equipaggiati con differenti treni di rotolamento e spinti da apparati motore gradualmente più potenti. Il T1E4, in particolare, rappresentò un deciso avanzamento nel concetto di carro armato, presentando infatti il motore in un vano posteriore e una torretta al centro dello scafo. I T1 furono adoperati solo in collaudi e test tra il 1929 e la metà degli anni trenta, costituendo l'anticamera dei progetti dell'M1 Combat Car e dell'M2 Light Tank.

## Il T1 e il derivato T1E1

### Sviluppo
Il primo T1 nacque dalle idee del progettista di automobili Harry A. Knox che, assieme alla sua squadra tecnica, aveva attirato l'attenzione dell'Esercito statunitense con la sua proposta di rimpiazzare l'M1917 (un Renault FT francese costruito su licenza) con un corazzato leggero completamente nuovo. Knox fu assunto presso il Rock Island Arsenal dell'Illinois e lavorò a stretto contatto con i militari per creare un mezzo cingolato che, come da specifiche inviategli, doveva essere armato con un cannone da 37 mm e una mitragliatrice da 7,62 mm, spinto da un apparato motore piazzato nello scafo anteriore e dotato di protezioni spesse al massimo 10 mm. Il telaio del veicolo, inoltre, doveva essere abbastanza versatile da costituire la base per un'intera famiglia di mezzi cingolati, riducendo costi e necessità logistiche. Un singolo esemplare sperimentale di T1 fu fabbricato a cominciare dalla metà degli anni venti e fu collaudato estesamente nel 1927: le prove furono abbastanza soddisfacenti e l'Esercito piazzò un ordine per sei unità di preserie, distinte in quattro carri armati veri e propri e in due cingolati da trasporto. Questi veicoli differivano dal prototipo perché ebbero lo scafo anteriore un poco accorciato (in modo da non protrudere oltre i cingoli) e i serbatoi riposizionati in alto ai lati dello scafo, dunque furono designati "T1E1 Light Tank". La fabbricazione, questa volta, fu affidata alla ditta James Cunningham, Son, & Co. di Rochester che li fornì rapidamente. I cinque T1 furono sottoposti a diverse prove all'inizio del 1928 e, il 24 gennaio, furono ufficialmente accettati per la costruzione in serie, ricevendo pertanto la designazione di "Light Tank, M1". Il 30 marzo successivo, però, l'Esercito statunitense corresse le sue valutazioni e dichiarò fuori servizio il carro, che dunque tornò a essere indicato come T1E1. Sembra che la repentina decisione fosse da attribuire a dubbi tardivi sulla convenienza di avere un motore anteriore, dacché si ritenne che avrebbe facilitato l'infiltrazione di fumi di combustione nel comparto equipaggio.

### Tecnica

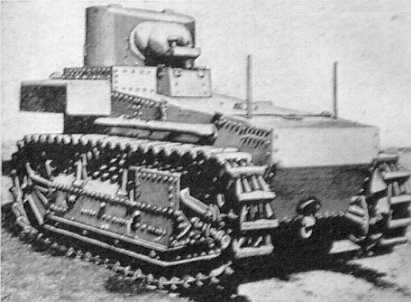
Visione anteriore di tre quarti del T1E1

Il T1E1 era lungo 3,866 metri, alto 2,17 metri e largo 1,79 metri; pesava 7,1/7,8 tonnellate in ordine combattimento ed esercitava una pressione al suolo di 0,62 kg/cm², tenendo in conto l'affossamento dei tacchi dei cingoli. La distanza tra fondo dello scafo e suolo ammontava a 36 cm. Presentava la torretta installata sul retro dello scafo e il motore in posizione anteriore. La torretta, ospitata da un anello di rotolamento con un diametro di circa 1000 mm, conteneva l'intera dotazione offensiva del carro: un cannone M1916 da 37 mm corto su affusto T1 e una mitragliatrice coassiale Browning M1919 da 7,62 mm, protetti da un mantelletto con contrappeso; un mirino telescopico era inserito a sinistra dell'affusto. Il munizionamento trasportabile assommava a ottanta granate e 3 000 cartucce. L'unico occupante della torre era il comandante che azionava la torretta e le armi manualmente. Il pilota sedeva subito sotto la torretta e dietro al motore. Dalla sua postazione usufruiva di un portello ribaltabile con feritoia per la visuale esterna e manovrava il carro grazie all'azione di due leve direzionali, dei freni meccanici e della frizione: quando doveva sterzare a sinistra o destra tirava la leva corrispondente, la frizione era disinserita dal cingolo che perdeva potenza e poteva anche azionare il freno, fermandolo completamente. L'altro cingolo continuava a girare e il veicolo ruotava.
L'apparato motore situato nella sezione anteriore dello scafo era un Cunningham a 8 cilindri disposti a V, a quattro tempi e alimentato a benzina (potenza 105-110 hp): il serbatoio conteneva fino a un massimo di 190 litri di carburante. La trasmissione, fornita dall'azienda Cotta, era collegata a un cambio non sincronizzato con tre marce avanti e una retromarcia. A questa era ingranata la ruota motrice posteriore a doppia corona dentata (trentuno denti per corona), mentre la ruota di rinvio anteriore era demandata al controllo della tensionatura dei cingoli: ciascuno era largo 300 mm, costituito da cinquantuno maglie in acciaio stampato a dente singolo e presentava una serie di tacchi per una migliore presa su terreni cedevoli. Il passo era di 165 mm. Il treno di rotolamento vero e proprio contava otto ruote portanti accoppiate mediante quattro carrelli ed era coadiuvato da due rulli superiori. Le sospensioni, protette da un pannello corazzato, non avevano né molle né alcun tipo di ammortizzatore, bensì erano composte da elementi a congiunzione non rigida. Con un rapporto potenza/peso di 14,33, il carro dimostrò di poter raggiungere la velocità massima di circa 28,8 km/h circa su strada, con un'autonomia attorno ai 120 chilometri.
La corazzatura era in piastre di acciaio laminato e temprato alla superficie, poi unite con rivetti: erano spesse 9,53 mm per tutti i lati di scafo e torretta, 6,35 mm per cielo e fondo. In torretta le corazzature erano verticali, escluso il tetto dove l'inclinazione dalla verticale era di 75° e 90°. Le corazzature dello scafo erano verticali sia sulle fiancate che sul retro, orizzontali sul cielo e sul fondo, inclinate di 30° sul muso e di 13° in corrispondenza della postazione di guida. La copertura del motore, a 85°, era dotata di griglie di ventilazione e di un grande portello a due ante per la manutenzione.
Il T1E1 descriveva sterzate con un diametro di 6,10 metri, era capace di gestire pendenze fino al 70%, superare guadi e gradini non superiori al mezzo metro e superare trincee larghe fino a 1,80 metri.

## Modelli successivi

### T1E2

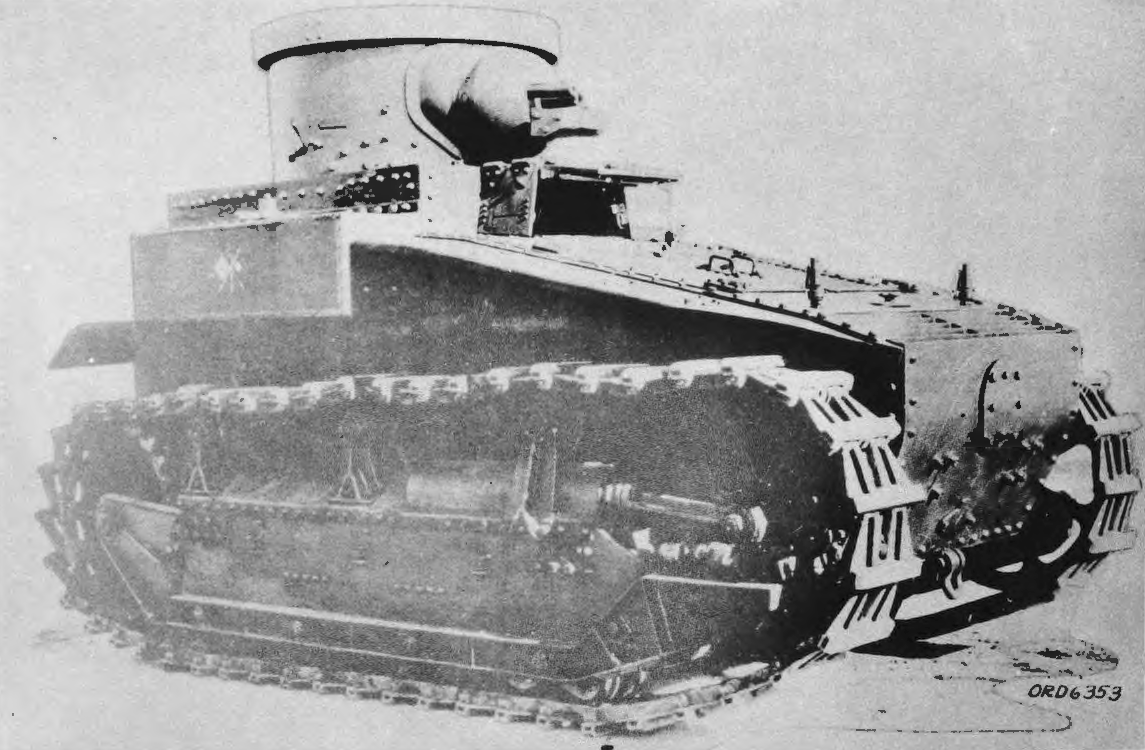
Il modello E2, armato ancora con l'M1916 a canna corta

Il T1E1, per quanto rifiutato, rappresentava una buona base iniziale dalla quale continuare gli esperimenti. Alla Cunningham fu dunque richiesto un singolo prototipo modificato, indicato come T1E2. Il veicolo fu pronto nel 1929 e ricalcava l'impostazione generale del T1E1, tuttavia era più alto (2,31 metri), più largo (1,88 metri) ed era stato motorizzato con il medesimo Cunningham a 8 cilindri raffreddato ad acqua, ma tarato alla massima potenza di 132 hp a 2 600 giri al minuto e con nuovi serbatoi più capienti (223 litri circa); il motorino di avviamento associato era elettrico, l'accensione a distribuzione e il complesso trasmissione-cambio era stato preservato. Questo cambiamento si era rivelato per compensare il peso, aumentato a 8,9 tonnellate. Innanzitutto la corazzatura frontale di torretta e scafo era stata incrementata a 15,24 mm, quella laterale del solo scafo a 10,16 mm. L'originale cannone era stato rimpiazzato con pezzo M5 semiautomatico da 37 mm lungo 50 calibri (L/50) ad anima liscia, la cui scorta di munizioni assommava a 104 granate; pesavano ognuna 867 grammi e raggiungevano una velocità alla volata di 777 m/s. Anche le sospensioni erano state riviste: le otto ruote portanti erano sempre unite due a due, ma i quattro carrelli erano vincolati a sospensioni a balestra. Infine fu aggiunto un terzo rullo superiore. In ultimo furono adottati nuovi cingoli autopulenti da 330 mm, con passo di 171 mm e quarantanove maglie ciascuno. A dispetto del nuovo propulsore e del rapporto potenza/peso arrivato a 14,83, la velocità massima scese a 26 km/h secondo una fonte, mentre per una seconda superò di poco i 29 km/h.
Il T1E2 fu testato dal personale della Experimental Mechanized Force, operativa dal settembre 1928 allo scopo di verificare le possibilità e l'autonomia in battaglia di forze corazzate. Sino al suo scioglimento nel 1931, l'E2 e gli altri quattro T1 furono i blindati più moderni a disposizione dell'unità che infatti, per il resto, era equipaggiata con gli obsoleti M1917.

### T1E3
Nel 1930 fu consegnato un singolo esemplare di T1E3 che, sostanzialmente, univa in sé una seconda serie di modifiche al modello E1, mantenendo però l'aumentata corazzatura, il cannone M5 da 37 mm e il motore del T1E2. Fu tuttavia equipaggiato con un treno di rotolamento e sospensioni assai migliori e, nei collaudi, toccò la velocità massima di 33,6 km/h.

### T1E4

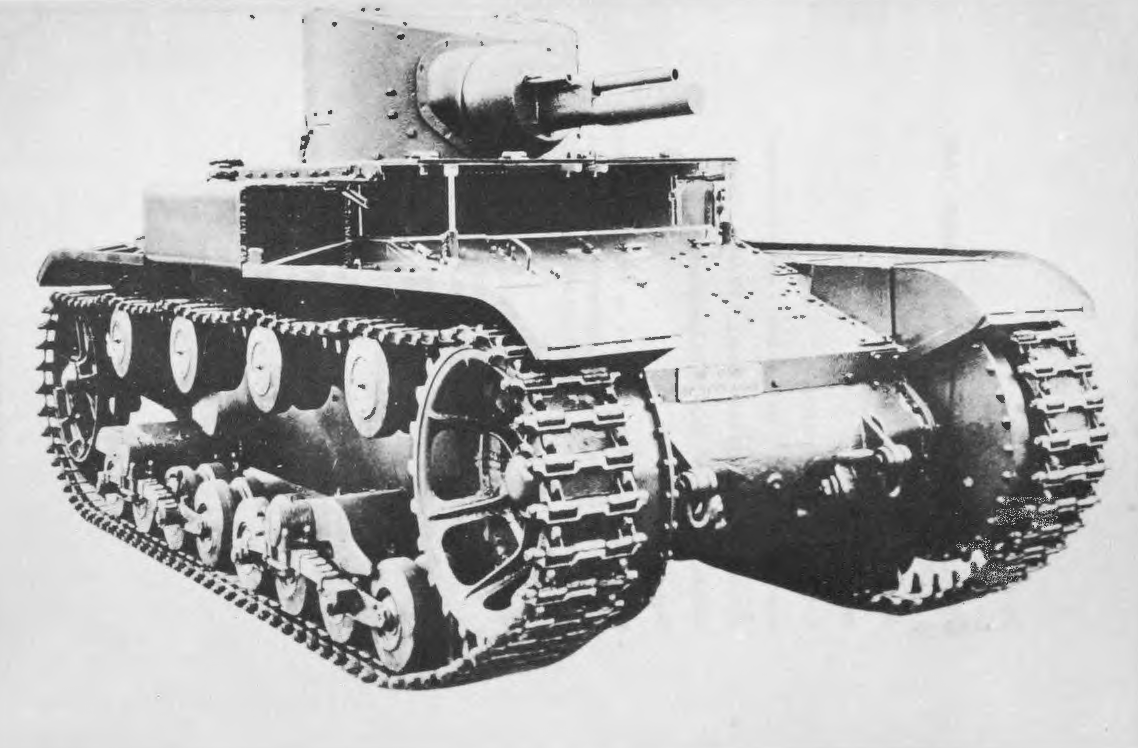
Il prototipo E4 godeva di un'architettura più razionale e di una meccanica più efficiente

Il T1E4, un esemplare del quale fu pronto nel 1932, rappresentò una radicale evoluzione della serie T1. Il comparto motore fu spostato nello scafo posteriore, la torretta fu ridislocata al centro, sospensioni e treno furono rinnovati del tutto e, siccome si era passati a una trazione anteriore, trasmissione e scatola del cambio furono sistemati nella prua dello scafo. Le dimensioni erano divenute: lunghezza 4,60 metri, altezza 2 metri, larghezza 2,20 metri per un peso complessivo di 8,7 tonnellate. L'armamento principale era stato di nuovo cambiato con un cannone M1924 da 37 mm, un pezzo automatico alimentato da caricatori da cinque colpi; era rifornito da una riserva di ottanta granate. La torretta manteneva il brandeggio manuale a 360°. Le corazzature frontali e lateriali dello scafo superiore, verticali, misuravano rispettivamente uno spessore di 15,87 mm e 6,35 mm; la torretta aveva corazzature anteriori aumentate a 12,7 mm e laterali moderate a 6,35 mm. Inizialmente il propulsore era stato conservato dal T1E1 ma, durante le prove, fu opportunamente rimpiazzato da un Cunningham a 8 cilindri a V, raffreddato ad acqua, alimentato a benzina ed erogante 140 hp, il cui consumo su strada asfaltata si attestava a 3,8 litri ogni 2,7 chilometri percorsi. La capienza dei serbatoi era scesa a 190 litri e quindi, su strada, l'autonomia risultava essere di 136 chilometri circa e la velocità massima di 32 km/h. Le sospensioni erano del tipo Vickers-Armstrongs: otto piccole ruote portanti a battistrada gommato, unite in due gruppi da carrelli articolati, oscillanti attorno al proprio perno e dotati ciascuno di una sospensione a balestra semiellittica. Era inoltre comparso un quarto rullo superiore, i cingoli erano stati allargati a 337 mm ed erano composti da maglie in acciaio fucinato. Nel corso dei test il T1E4 dimostrò di poter affrontare pendenze di 30°, superare gradini di circa 0,41 metri, guadi profondi fino a 0,35 metri e trincee larghe fino a 2,13 metri.

### T1E5
Sempre nel 1932 fu costruito un singolo T1E5. Identico al predecessore per dimensioni, peso, motorizzazione, armi e corazzature, era stato però equipaggiato con un più avanzato sistema di guida: le ruote motrici anteriori furono asservite ai soli freni, coadiuvati da due differenziali. In questo modo le sterzate o le rettifiche minori alla marcia erano più comode e, meccanicamente, il carro era di più semplice fattura.

### T1E6
Ancora nel 1932 il T1E4 subì alcuni interventi minori che si concretarono nella creazione del mezzo sperimentale T1E6, l'ultimo della famiglia dei veicoli T1. Questo carro aveva una massa superiore alle 9 tonnellate soprattutto a causa dell'aumento dello spessore minimo della corazzatura, il che consigliò di adottare il nuovo apparato propulsore American La France & Foamite Corp. a 12 cilindri a V, alimentato a benzina ed erogante 244 hp. Fu così possibile ottenere una velocità massima di 32 km/h e un rapporto peso-potenza di 27 hp/t.

## Esemplari esistenti
Dell'intera serie dei T1 è sopravvissuto solo l'esemplare unico del T1E2, che si trova in esposizione all'Aberdeen Proving Ground in Maryland, negli Stati Uniti: manca però dell'armamento.